# Pointe-aux-Piments
Pointe-aux-Piments est une localité (Village Council Area) du nord-ouest de l'île Maurice dans l'Océan Indien. Elle dépend du district de Pamplemousses. Au recensement de 2011, sa population s'élevait à 9 079 habitants. Elle comprend les localités ou quartiers suivants: Camp Bestel, Pointe-aux-Biches et Trou-aux-Biches.

## Tourisme

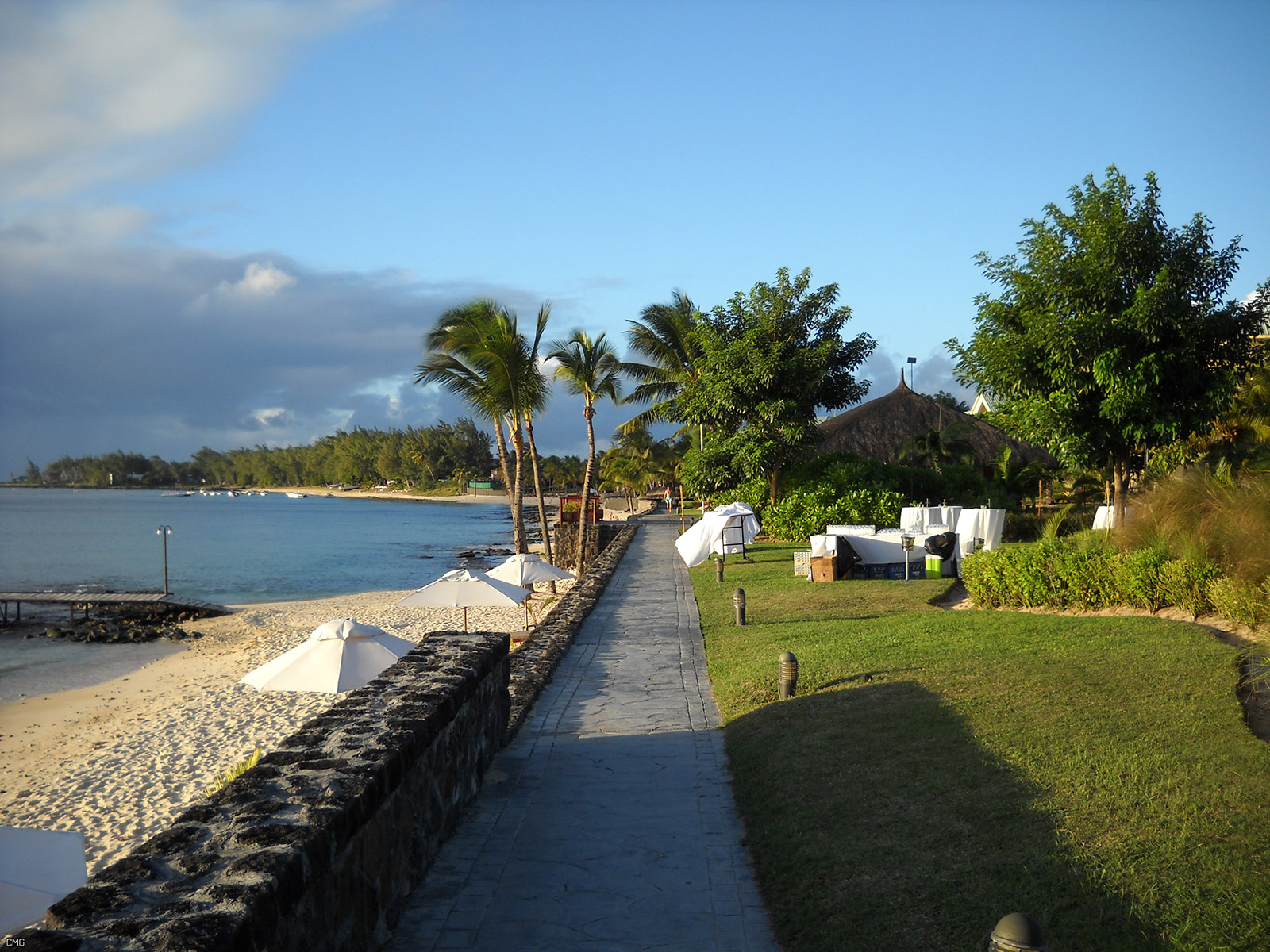
Chemin côtier devant l'hôtel Le Méridien.

Pointe-aux-Piments se trouve au nord-ouest de l'île dans un endroit très touristique. On y trouve le Mauritius Aquarium, seul aquarium ouvert au public de l'île. Au sud de Pointe-aux-Piments se trouve Balaclava dont la plage de sable fin est réputée. Le village de Pointe-aux-Piments se trouve aussi non loin du parc national Baie de I’Arsenal Marine National Park. Des hôtels bien intégrés au paysage et des plages se succèdent sur la côte. L'hôtel Le Méridien est l'un des plus fameux de l'île. Trou-aux-Biches abrite un golf réputé en bord de mer et un grand hôtel de luxe.

## Histoire
Les terres appartenaient autrefois à la plantation de Triolet. Celle-ci a ensuite été morcelée en plusieurs plantation. Pointe-aux-Piments était à l'époque un petit village de pêcheurs créoles (c'est-à-dire dans le parler mauricien, descendants d'Africains).
Le 4 avril 1809 la frégate Iphigénie a coulé au large de Pointe-aux-Biches.

## Religion
Les Hindous se réunissent au temple Somnath Mandir à Grande-Pointe-aux-Piments, à Maa Kaali Mandir à côté de l'aquarium de l'île et dans plus de dix autres petits temples qui se situent a travers le village, qui ont été construits par les coolies bien avant l'indépendance. Le temple Maheswarnath Mandir à Triolet se trouve à un peu plus d'un kilomètre.
L'église catholique Saint-Jean-Marie-Vianney est consacrée en 1930. Il existe aussi une chapelle Saint-Georges, un peu plus loin à Labourdonnais, qui dépend de cette paroisse.
Le village accueille aussi une petite chapelle presbytérienne, vouée à saint Pierre.

## Notes et références

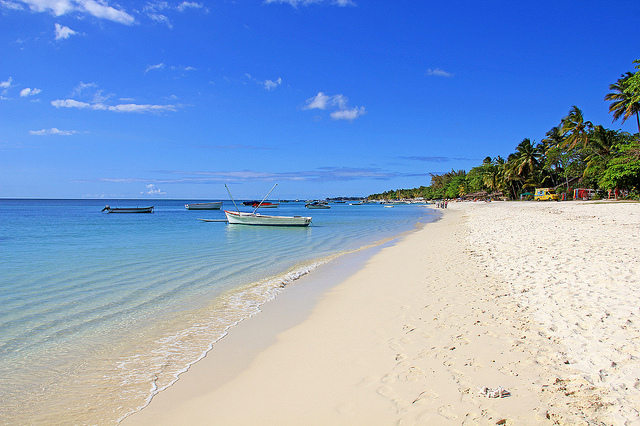
Plage de Trou-aux-Biches.